# Materdomini Volley 2013-2014
Questa voce raccoglie le informazioni riguardanti la Materdomini Volley nelle competizioni ufficiali della stagione 2013-2014.

## Stagione
La stagione 2013-14 è per la Materdomini Volley la settima in Serie A2: la squadra ha ottenuto il diritto di partecipazione al campionato cadetto, la cui ultima partecipazione risaliva alla stagione 2008-09, dopo essere stata promossa dalla Serie B1 2012-13; in panchina siede l'allenatore Vincenzo Fanizza e la rosa viene in buona parte confermata con gli atleti autori della promozione, come Vincenzo Spadavecchia, Maurizio Castellano e Federico Braico: tra le novità quella di Roberto Cazzaniga, Matteo Sperandio e Iván Ruiz, il cui contratto viene rescisso dopo tre giornate di campionato ed al suo posto è ingaggiato Enrico Libraro.
Sei sconfitte consecutive segnano l'esordio in campionato per la squadra di Castellana Grotte: la prima vittoria arriva alla settima giornata, per 3-0, contro il Powervolley Milano; dopo un nuovo stop con la Pallavolo Padova, la seconda vittoria è ai danni del Volley Brolo, per poi chiudere il girone di andata con una nuova sconfitta e il raggiungimento del nono posto in classifica. Anche il girone di ritorno si apre con due gare perse, ma dalla diciassettesima giornata fino al termine delle regular season, il club pugliese inanella una serie di vittorie consecutive, interrotte solo da una sconfitta alla ventesima giornata contro la Pallavolo Padova. L'ottavo posto in classifica consente alla Materdomini Volley di partecipare ai play-off promozione: dopo aver superato negli ottavi di finale, in tre gare, il Volley Brolo, viene eliminata dalla competizione a seguito della doppia sconfitta nei quarti di finale contro l'Argos Volley.

## Organigramma societario
Area direttiva
- Presidente: Dario Laruccia
- Vicepresidente: Nicola Basalto
- Segreteria generale: Luciano Magno

Area organizzativa
- Team manager: Isa Franco
- Direttore generale: Michele Miccolis
- Direttore sportivo: Vito Primavera
- Responsabile progetto giovani: Antonella Impedovo

Area tecnica
- Allenatore: Vincenzo Canizza
- Allenatore in seconda: Franco Castiglia
- Scout man: Matteo Pastore
- Assistente allenatori: Antonello D'Alessandro, Giuseppe Gasbarro, Domenico Guglielmi
- Responsabile settore giovanile: Catia Bonfiglio
- Direttore tecnico settore giovanile: Vincenzo Fanizza

Area comunicazione
- Ufficio stampa: Antonio Minoia

Area marketing
- Ufficio marketing: Solcom SRL

Area sanitaria
- Staff Medico: Francesco Boggia
- Medico: Egidio Dalena
- Preparatore atletico: Luigi Di Tano
- Fisioterapista: Isabel Pugliese, Ottaviano Tateo

## Rosa
| N° | Nome                  | Ruolo | Data di nascita  | Nazionalità sportiva |
| -- | --------------------- | ----- | ---------------- | -------------------- |
| 1  | Roberto Cazzaniga     | S/O   | 28 ottobre 1979  | Italia               |
| 2  | Emanuele Petrosillo   | S/O   | 11 dicembre 1993 | Italia               |
| 3  | Giovanni Primavera    | L     | 29 febbraio 1992 | Italia               |
| 4  | Vito Bruno            | L     | 4 agosto 1995    | Italia               |
| 5  | Vincenzo Civita       | S     | 16 maggio 1994   | Italia               |
| 6  | Iván Ruiz             | S     | 26 marzo 1977    | Italia               |
| 6  | Enrico Libraro        | S     | 15 aprile 1983   | Italia               |
| 7  | Giulio Mariella       | P     | 2 agosto 1995    | Italia               |
| 8  | Maurizio Castellano   | S     | 17 febbraio 1971 | Italia               |
| 9  | Matteo Sperandio      | C     | 4 marzo 1992     | Italia               |
| 10 | Davide Pellegrino     | P     | 24 gennaio 1994  | Italia               |
| 11 | Alessandro Ciavarella | S     | 19 dicembre 1995 | Italia               |
| 13 | Vincenzo Spadavecchia | C     | 1º agosto 1993   | Italia               |
| 14 | Mattia Sorrenti       | S     | 6 marzo 1996     | Italia               |
| 16 | Leonardo Battista     | L     | 25 marzo 1995    | Italia               |
| 17 | Federico Braico       | C     | 20 dicembre 1993 | Italia               |

## Mercato
| Acquisti | Acquisti              | Acquisti          | Acquisti   |
| R.       | Nome                  | da                | Modalità   |
| -------- | --------------------- | ----------------- | ---------- |
| L        | Vito Bruno            | Alessano          | definitivo |
| S/O      | Roberto Cazzaniga     | Atripalda         | definitivo |
| S        | Alessandro Ciavarella | Foggia            | definitivo |
| S        | Enrico Libraro        | Atripalda         | definitivo |
| L        | Giovanni Primavera    | Sei Castellana    | definitivo |
| S        | Iván Ruiz             | Brolo             | definitivo |
| S        | Mattia Sorrenti       | M. Roma           | definitivo |
| C        | Matteo Sperandio      | Corigliano Volley | definitivo |

| Cessioni | Cessioni             | Cessioni          | Cessioni    |
| R.       | Nome                 | a                 | Modalità    |
| -------- | -------------------- | ----------------- | ----------- |
| C        | Giuseppe Barbone     | Pulsano           | definitivo  |
| S        | Marcello Bruno       | Joya              | definitivo  |
| C        | Alessio Inguscio     | ?                 | definitivo  |
| S/O      | Matteo Paoletti      | Atlantide Brescia | definitivo  |
| S        | Alessandro Primavera | Locorotondo       | definitivo  |
| S        | Iván Ruiz            | ?                 | rescissione |

## Risultati

### Serie A2

#### Girone di andata
| 2ª giornata - 27 ottobre 2013 Palazzetto dello Sport, Monza       | Milano            | 3 - 0 | Materdomini        | 25-18, 27-25, 25-19               |
| 3ª giornata - 3 novembre 2013 PalaGrotte, Castellana Grotte       | Materdomini       | 1 - 3 | Potentino          | 19-25, 20-25, 29-27, 23-25        |
| 4ª giornata - 10 novembre 2013 PalaPolsinelli, Sora               | Argos             | 3 - 1 | Materdomini        | 25-17, 25-22, 22-25, 25-17        |
| 5ª giornata - 17 novembre 2013 PalaGrotte, Castellana Grotte      | Materdomini       | 2 - 3 | Libertas Brianza   | 15-25, 26-28, 25-19, 25-16, 13-15 |
| 6ª giornata - 24 novembre 2013 PalaCorigliano, Corigliano Calabro | Corigliano Volley | 3 - 2 | Materdomini        | 13-25, 22-25, 29-27, 25-23, 15-11 |
| 7ª giornata - 1º dicembre 2013 Palasport Comunale, Ortona         | Impavida Ortona   | 3 - 1 | Materdomini        | 25-27, 25-22, 25-14, 25-23        |
| 8ª giornata - 8 dicembre 2013 PalaGrotte, Castellana Grotte       | Materdomini       | 3 - 0 | Powervolley Milano | 25-19, 28-26, 28-26               |
| 9ª giornata - 15 dicembre 2013 PalaFabris, Padova                 | Padova            | 3 - 2 | Materdomini        | 21-25, 25-21, 25-18, 25-27, 15-10 |
| 10ª giornata - 22 dicembre 2013 PalaFantozzi, Capo d'Orlando      | Brolo             | 2 - 3 | Materdomini        | 25-18, 25-21, 21-25, 22-25, 7-15  |
| 11ª giornata - 26 dicembre 2014 PalaGrotte, Castellana Grotte     | Materdomini       | 1 - 3 | Matera Bulls       | 25-13, 27-29, 19-25, 20-25        |

#### Girone di ritorno
| 13ª giornata - 5 gennaio 2014 PalaGrotte, Castellana Grotte   | Materdomini        | 2 - 3 | Milano            | 25-17, 23-25, 26-24, 20-25, 10-15 |
| 14ª giornata - 19 gennaio 2014 PalaPrincipi, Potenza Picena   | Potentino          | 3 - 1 | Materdomini       | 26-24, 16-25, 25-20, 25-21        |
| 15ª giornata - 26 gennaio 2014 PalaGrotte, Castellana Grotte  | Materdomini        | 3 - 1 | Argos             | 25-23, 19-25, 25-20, 25-17        |
| 16ª giornata - 2 febbraio 2014 PalaParini, Cantù              | Libertas Brianza   | 3 - 1 | Materdomini       | 25-23, 20-25, 25-16, 25-17        |
| 17ª giornata - 9 febbraio 2014 PalaGrotte, Castellana Grotte  | Materdomini        | 3 - 0 | Corigliano Volley | 25-19, 25-14, 25-20               |
| 18ª giornata - 16 febbraio 2014 PalaGrotte, Castellana Grotte | Materdomini        | 3 - 2 | Impavida Ortona   | 25-19, 22-25, 18-25, 25-13, 17-15 |
| 19ª giornata - 23 febbraio 2014 Centro Pavesi, Milano         | Powervolley Milano | 2 - 3 | Materdomini       | 21-25, 25-22, 25-16, 23-25, 11-15 |
| 20ª giornata - 2 marzo 2014 PalaGrotte, Castellana Grotte     | Materdomini        | 2 - 3 | Padova            | 20-25, 27-25, 16-25, 25-18, 14-16 |
| 21ª giornata - 9 marzo 2014 PalaGrotte, Castellana Grotte     | Materdomini        | 3 - 1 | Brolo             | 23-25, 25-17, 25-23, 25-15        |
| 22ª giornata - 16 marzo 2014 PalaSassi, Matera                | Matera Bulls       | 2 - 3 | Materdomini       | 25-16, 22-25, 20-25, 25-20, 12-15 |

#### Play-off promozione
| Ottavi di finale (gara 1) - 19 marzo 2014 PalaGrotte, Castellana Grotte | Materdomini | 3 - 0 | Brolo       | 25-18, 25-22, 25-18               |
| Ottavi di finale (gara 2) - 23 marzo 2014 PalaFantozzi, Capo d'Orlando  | Brolo       | 3 - 1 | Materdomini | 25-20, 16-25, 25-22, 25-17        |
| Ottavi di finale (gara 3) - 26 marzo 2014 PalaGrotte, Castellana Grotte | Materdomini | 3 - 0 | Brolo       | 31-29, 28-26, 25-22               |
| Quarti di finale (gara 1) - 30 marzo 2014 PalaPolsinelli, Sora          | Argos       | 3 - 0 | Materdomini | 25-23, 25-18, 25-23               |
| Quarti di finale (gara 2) - 2 aprile 2014 PalaGrotte, Castellana Grotte | Materdomini | 2 - 3 | Argos       | 22-25, 25-20, 23-25, 25-18, 13-15 |

## Statistiche

### Statistiche di squadra
| Competizione | Punti | In casa | In casa | In casa | In trasferta | In trasferta | In trasferta | Totale | Totale | Totale |
| Competizione | Punti | G       | V       | P       | G            | V            | P            | G      | V      | P      |
| ------------ | ----- | ------- | ------- | ------- | ------------ | ------------ | ------------ | ------ | ------ | ------ |
| Serie A2     | 25    | 13      | 7       | 6       | 12           | 3            | 9            | 25     | 10     | 15     |
| Totale       | -     | 13      | 7       | 6       | 12           | 3            | 9            | 25     | 10     | 15     |

G = partite giocate; V = partite vinte; P = partite perse

### Statistiche dei giocatori
| Giocatore       | Serie A2 | Serie A2 | Serie A2 | Serie A2 | Serie A2 | Totale | Totale | Totale | Totale | Totale |
| Giocatore       | P        | PT       | AV       | MV       | BV       | P      | PT     | AV     | MV     | BV     |
| --------------- | -------- | -------- | -------- | -------- | -------- | ------ | ------ | ------ | ------ | ------ |
| L. Battista     | 23       | -        | -        | -        | -        | 23     | -      | -      | -      | -      |
| F. Braico       | 26       | 34       | 10       | 5        | 19       | 26     | 34     | 10     | 5      | 19     |
| V. Bruno        | 1        | -        | -        | -        | -        | 1      | -      | -      | -      | -      |
| M. Castellano   | 26       | 343      | 273      | 41       | 29       | 26     | 343    | 273    | 41     | 29     |
| R. Cazzaniga    | 26       | 526      | 451      | 30       | 45       | 26     | 526    | 451    | 30     | 45     |
| A. Ciavarella   | 5        | 20       | 16       | 3        | 1        | 5      | 20     | 16     | 3      | 1      |
| V. Civita       | 12       | 16       | 12       | 1        | 3        | 12     | 16     | 12     | 1      | 3      |
| E. Libraro      | 18       | 266      | 225      | 29       | 12       | 18     | 266    | 225    | 29     | 12     |
| G. Mariella     | 7        | 0        | 0        | 0        | 0        | 7      | 0      | 0      | 0      | 0      |
| D. Pellegrino   | 26       | 88       | 39       | 34       | 15       | 26     | 88     | 39     | 34     | 15     |
| E. Petrosillo   | 7        | 2        | 2        | 0        | 0        | 7      | 2      | 2      | 0      | 0      |
| G. Primavera    | 26       | -        | -        | -        | -        | 26     | -      | -      | -      | -      |
| I. Ruíz         | 3        | 22       | 19       | 1        | 2        | 3      | 22     | 19     | 1      | 2      |
| M. Sorrenti     | 3        | 1        | 0        | 0        | 0        | 3      | 1      | 0      | 0      | 0      |
| V. Spadavecchia | 23       | 182      | 121      | 60       | 1        | 23     | 182    | 121    | 60     | 1      |
| M. Sperandio    | 26       | 194      | 112      | 65       | 17       | 26     | 194    | 112    | 65     | 17     |

P = presenze; PT = punti totali; AV = attacchi vincenti; MV = muri vincenti; BV = battute vincenti